# 巴哈欧拉书简集 启示于《亚格达斯经》之后
《巴哈欧拉书简集 启示于〈亚格达斯经〉之后》是巴哈伊信仰的創立者巴哈歐拉所作的，於1978年出版的宗教經典。現在的版本有智慧之泉：巴哈歐拉的作品集這樣的副標題。

在《亞格達斯經》出版後，巴哈歐拉持續創作大量的書簡與信件至於1892年去世。1917年，現在《巴哈欧拉书简集》中的六篇書簡，在經守基·阿芬第修改後被翻譯為英文並出版。剩餘的書簡在1978年在世界正義院的監督翻譯出版。 

## 卡尔迈勒书简
卡尔迈勒书简 (波斯語：‎)長度偏短。但是其被認為是巴哈伊行政管理體系的一部分。其包括上帝和卡尔迈勒山的一段對話。其中部分內容如下：
「卡尔迈勒啊，要向你的主表示谢意。当我临在之洋在你面前汹涌澎湃，你及万物的眼睛都为之愉悦，一切可见与不可见之物都 无比欢欣之际，与我别离之火正快速将你焚毁。快乐吧！因为在这个日子里，上帝在你之上建立了祂的宝座，使你成为祂征象之破晓处，祂天启迹象之启端。围绕你，弘扬你显明 的荣光，宣扬你主上帝对你倾泻荣恩之人有福了！你要以你的主——那无量荣耀者的名义，紧握这永恒圣杯，并向祂感恩，因为祂出于对你的慈悲，已将你的悲伤化为愉悦，不幸变成极乐。」
守基·阿芬第曾表示，這篇書簡表示世界精神中心和行政中心座落於這座山上。據此，巴哈伊世界中心在這裡建立。而守基·阿芬第提及的另外兩篇與巴哈伊行政管理體系有關的書簡為《神聖計畫書簡集》及《阿博都巴哈的遗嘱》。

## 亚格达斯书简（至圣书简）
亚格达斯书简 (波斯語：‎)或至圣书简，有時被稱為「致基督徒書簡」，是一份言说對象為具有基督宗教背景信仰者的書簡。 在此書簡中，巴哈歐拉向世界範圍內的基督徒傳遞了他的口信，明確的表達了他与耶稣基督允诺的天父之国具有同等地位。

## 阿斯勒-库卢-海尔（智慧之言）
智慧之言（阿拉伯语：‎）是一篇相对简短的只有三页的书简。后来的研究发现，这篇书简实际启示于《亚格达斯经》之前，但直到目前还是把它放在这里出版。此书简通过一系列的箴言，描述了智慧、爱与超脱的实质。本书简的一段话，即「认知上帝——尊贵归于祂的荣耀，此乃一切学问之源」，被守基·阿芬第选择作为在威爾梅特灵曦堂一扇门前的装饰。

## 马克苏德书简
巴哈伊信徒出于敬意，常常不直接向巴哈欧拉致书，而是致信给祂的抄写员米尔扎·阿迦，别名「上帝之仆」和「随身仆役」。回信往往是以米尔扎·阿迦援引巴哈欧拉话语的形式作答。然而事实上，整封书信常常都是巴哈欧拉的口述。所 以，即使表面上是米尔扎·阿迦的话语，但书简的所有部分都是巴哈欧拉启示的神圣经文。《马克苏德书简》（波斯語：‎)就属于这种形式。它是为马克苏德写的，此人是居住于大马士革和耶路撒冷的早期信徒之一。

## 致瓦法书简
致瓦法书简（阿拉伯语：‎）回答了设拉子的信徒穆罕默德·侯赛因的问题。「瓦法」（忠诚）是巴哈欧拉赐予穆罕默德·侯赛因的称号。该书简创作于阿卡，在这篇书简中，巴哈欧拉提及了无限及无界的灵性世界。

## 致赛义德·迈赫迪-代哈吉书简
在致赛义德·迈赫迪-代哈吉书简（波斯語：‎）中，巴哈欧拉对致赛义德·迈赫迪-代哈吉强调了服务于巴哈伊圣道与传道的重要性。他解释了纯洁无瑕的心在影响一个人的话语以影响他人方面的力量，并要求人们背记圣作中的段落以便在演讲中使用。 他还告诫不要在人们之间造成分裂和不和。赛义德·迈赫迪-代哈吉后来成为了圣约破坏者。

## 布尔汉书简（明证书简）
明证书简 (波斯語：‎)是在「殉道者之王」和「殉道者之受钟爱者」殉难之后所启示的。此書簡寄给了被巴哈欧拉斥为「狼」的谢赫·穆罕默德·巴吉尔。巴哈欧拉在此书简里提及米尔·穆罕默德·侯赛因，此人是伊斯法罕的主麻伊玛目，绰号「母蛇」，在迫害巴哈伊的过程中是谢赫·穆罕默德·巴吉尔的帮凶。《致狼子書簡》是写给谢赫·穆罕默德·巴吉尔之子谢赫·穆罕默德·塔基-纳杰菲的。

## 阿赫德经（圣约经）
阿赫德经 (阿拉伯语：‎，意为 「圣约经」)，指定阿博都巴哈为继承人的巴哈欧拉的遗嘱。虽然在其所作的《聖枝書簡》已明确了至大聖枝的至高地位，《亚格达斯经》中也对巴哈欧拉去世后巴哈伊社区的领导权做出了指定。但是阿赫德经是唯一的在巴哈欧拉去世后被公布，且明确上述聖枝指的確實是阿博都巴哈的文獻。

## 贝之地书简
巴哈欧拉在阿博都巴哈訪問被稱為贝之地的貝魯特的時候創作了贝之地书简。 (波斯語：‎)。在此書簡中，巴哈歐拉讚頌了阿博都巴哈教長與至大聖枝的地位。

## 引用
1. ↑  Momen, Moojan (1995). The Covenant （页面存档备份，存于）.

## 延伸閱讀
- Baháʼu'lláh. . Wilmette, Illinois, USA: Baháʼí Publishing Trust. 1994 [Composed 1873-92]  [2021-10-07]. ISBN 0-87743-174-4. （原始内容存档于2019-05-14）.

- Effendi, Shoghi. . Wilmette, Illinois, USA: Baháʼí Publishing Trust. 1944  [2021-10-07]. ISBN 0-87743-020-9. （原始内容存档于2008-05-12）.

- Hatcher, John. . Wilmette, Illinois, USA: Baháʼí Publishing Trust. 1997. ISBN 0-87743-259-7.

- Sours, Michael. . Oxford, UK: One World. 1990. ISBN 1-85168-017-9.

## 外部鏈接
- A compendium on Tablets of Baháʼu'lláh Revealed After the Kitáb-i-Aqdas （页面存档备份，存于）